# Lago de Constanza
El lago de Constanza (en alemán: Bodensee, pronunciación en alemán: /ˈboːdn̩ˌzeː/ (escucharⓘ)) está rodeado por Alemania, Austria y Suiza. Su superficie es de 536 km² y el nivel medio está a 395 m de altitud. El río Rin entra en el lago por el sureste cerca de Bregenz (Austria) y sale del lago por el oeste en Stein am Rhein (Suiza). Es apodado Mar suabo, por encontrarse en la región de Suabia.
En su área de influencia viven alrededor de 2,5 millones de personas, mayoritariamente de habla alemana. Constanza es la ciudad más grande, a orillas del lago y con más de 83 000 habitantes. Atravesando esta ciudad, el río Rin sale del lago, dirigiéndose al mar del Norte. Algunos lugares destacados en sus alrededores son Friedrichshafen, Bregenz, Lindau y Meersburg.
En el lago de Constanza termina la ruta turística arquitectónica Ruta alemana de arquitectura de entramados.

## Historia
Club de Yates de Wurtemberg
El WYC fue fundado en enero de 1911 y originalmente inscrito en el registro local de Tettnang como Real Club de Yates de Wurtemberg ("Königlich Württembergischer Yacht-Club" en alemán), bajo el patronazgo del rey Guillermo II de Wurtemberg. Poco después de su creación, fue construido un pequeño edificio como sede.
A pesar de vivir en un reino sin salida al mar, el rey Guillermo era un entusiasta de la navegación. Tenía una visión de un Flota germana penetrando profundamente en el país a través de los ríos. El rey fue instrumental en la fundación del Württembergischer Yacht Club. Este movimiento siguió con la creación de clubes náuticos en los reinos vecinos de Baviera, Austria y Baden en ese tiempo.
En 1918, el rey Guillermo fue depuesto del trono junto con el resto de monarcas reinantes alemanes en la Revolución de Noviembre (en alemán: Novemberrevolution). En 1920, a pesar de los estragos de la I Guerra Mundial, el club tenía 358 miembros. El viejo rey Guillermo II, el fundador del club, murió el 2 de octubre de 1921.
En 1937, durante el gobierno nazi en Alemania, la Oficina para el Deporte del Reich suprimió el poder y libertad de todas las asociaciones deportivas alemanas. Como resultado, el Württembergischer Yacht Club fue obligado a fusionarse ("Einverleibt") con otros clubes náuticos alemanes, siendo los más destacados entre ellos el Kaiserlicher Yacht Club de Kiel y el Club Náutico de Baviera (Bayerischer Yacht-Club) de Múnich para formar una entidad masiva, el Yacht-Club von Deutschland (Club Náutico de Alemania).
Accidente aéreo del lago de Constanza en 2002
La tragedia cobró las vidas de 71 personas, entre niños, adultos y la tripulación de las naves. No hubo supervivientes. Se estima que restos del avión de carga cayeron en el sector norte del lago de Constanza, donde hubo una afanosa búsqueda. Las autoridades informaron que en un bosque cercano fue localizada una caja negra.

### Congelaciones
Según las estadísticas cada aproximadamente setenta años tiene lugar la congelación completa del lago.  Para eso son necesarios un verano extremadamente frío, vientos del este muy persistentes y un tiempo muy frío en otoño e invierno, de modo que en enero o febrero pueda darse la congelación total.
Los casos conocidos de seegfrörnen (esta es la palabra con que se designan estos fenómenos) tuvieron lugar en los años:
- 1077 (no es seguro),
- 1326 (parcial), 1378 (parcial),
- 1435, 1465 (parcial), 1477 (parcial), 1491 (parcial?),
- 1517 (parcial), 1571 (parcial), 1573,
- 1600 (parcial), 1684, 1695,
- 1709 (parcial), 1795,
- 1830, 1880 (parcial),
- 1929, 1963

Un monolito de mármol en las orillas en Lochau/Hörbranz documenta los seegfrörnen de los años 1830, 1880 y los de 1929 y 1963. Desde 1573 con ocasión de cada Seegfrörni se lleva una imagen de San Juan Apóstol en una procesión festiva sobre el hielo, alternativamente desde el Monasterio de Münsterlingen en Suiza hasta el alemán de Hagnau am Bodensee; en el siguiente seegfrörnen se llevará de vuelta. Desde 1963 la imagen está en la iglesia parroquial del antiguo monasterio benedictino en Münsterlingen.

### Etimología
El nombre alemán actual (Bodensee) se deriva del topónimo Bodman y, por tanto, significa ‘lago cerca de Bodman’. Este lugar, situado en el extremo occidental del lago de Überlingen, tuvo una gran importancia en la Alta Edad Media, ya que primero fue una sede ducal germánica y luego un palatinado real franco y, además, una ceca.
Se atestigua por primera vez como Bodungo (un error ortográfico de Bodumo) en 496/506 (copia del siglo XIII/XIV tras copia alrededor del 700); otras menciones tempranas son Bodomo (839) y Podoma (887). Este topónimo se remonta al alto alemán antiguo bodam, que como palabra genérica significa "tierra, suelo, base" y como topónimo significa "lugar bajo de asentamiento" o "lugar en una llanura". El nombre del lago se menciona por primera vez en el año 840 en una forma latinizada como in lacum Potamicum, seguido en el 890 (una copia más reciente) por ad lacum Podamicum, en el 902 y 905 por prope lacum Potamicum y en el 1087 por el alemán Bodinse, Bodemse. La pronunciación original del alto alemán antiguo es *Bodamsē o, con el segundo cambio fonético, *Potamsē. En la Edad Media, el nombre del palatinado real desplazó todos los nombres atestiguados para partes del lago de Constanza desde la época romana. El nombre latinizado fue erróneamente rastreado hasta la palabra griega potamos para "río" por eruditos monásticos como Walahfrid Strabo e interpretado como un río-lago. La idea de que el Rin fluye a través del lago también puede haber desempeñado un papel en esto. El nombre alemán Bodensee ha sido adoptado por numerosas otras lenguas, especialmente en el norte y el este de Europa.
Tras el Concilio de Constanza de 1414-1418, se extendió en el área de las lenguas romances (católicas) el nombre alternativo Lacus Constantinus, forma ya atestiguada en 1187 como Lacus Constantiensis, que hace referencia a la ciudad de Constanza situada en la desembocadura del Rin del Lago Superior. La ciudad debe su nombre -Constantia en latín- al emperador romano Constancio Cloro (292-305 d. C.)[10] Como ejemplos están el francés Lac de Constance y el italiano Lago di Costanza.

## Geografía

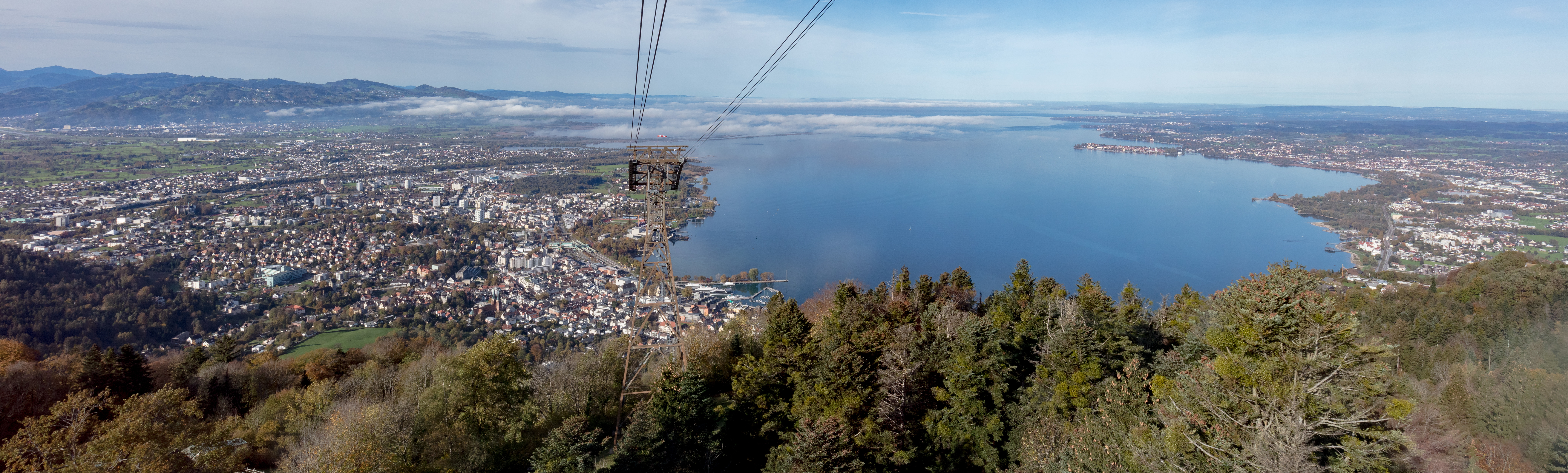
Vista desde Pfänder, Bregenz (Austria).

### Islas
Mainau
Reichenau
La isla aparece documentada desde los tiempos de los romanos. Importantes obras de la literatura alemana, desde la época del Minnesang (cantares de amor), se han encontrado en este monasterio. Algunas de ellas todavía se conservan en su biblioteca y otras en el museo comarcal de Baden.
Lindau
Gracias a su privilegiada posición y clima suave atrae a gran número de visitantes. Posee un puerto a cuya entrada destacan el faro y una estatua del León de Baviera. 
Esta ciudad jardín cuenta con un centro medieval y un bello Ayuntamiento. Otros lugares de interés son la casa Cavazzen (museo de arte) y la iglesia San Pedro (con frescos de Holbein).

### Pueblos y ciudades cercanos
| Alemania | |

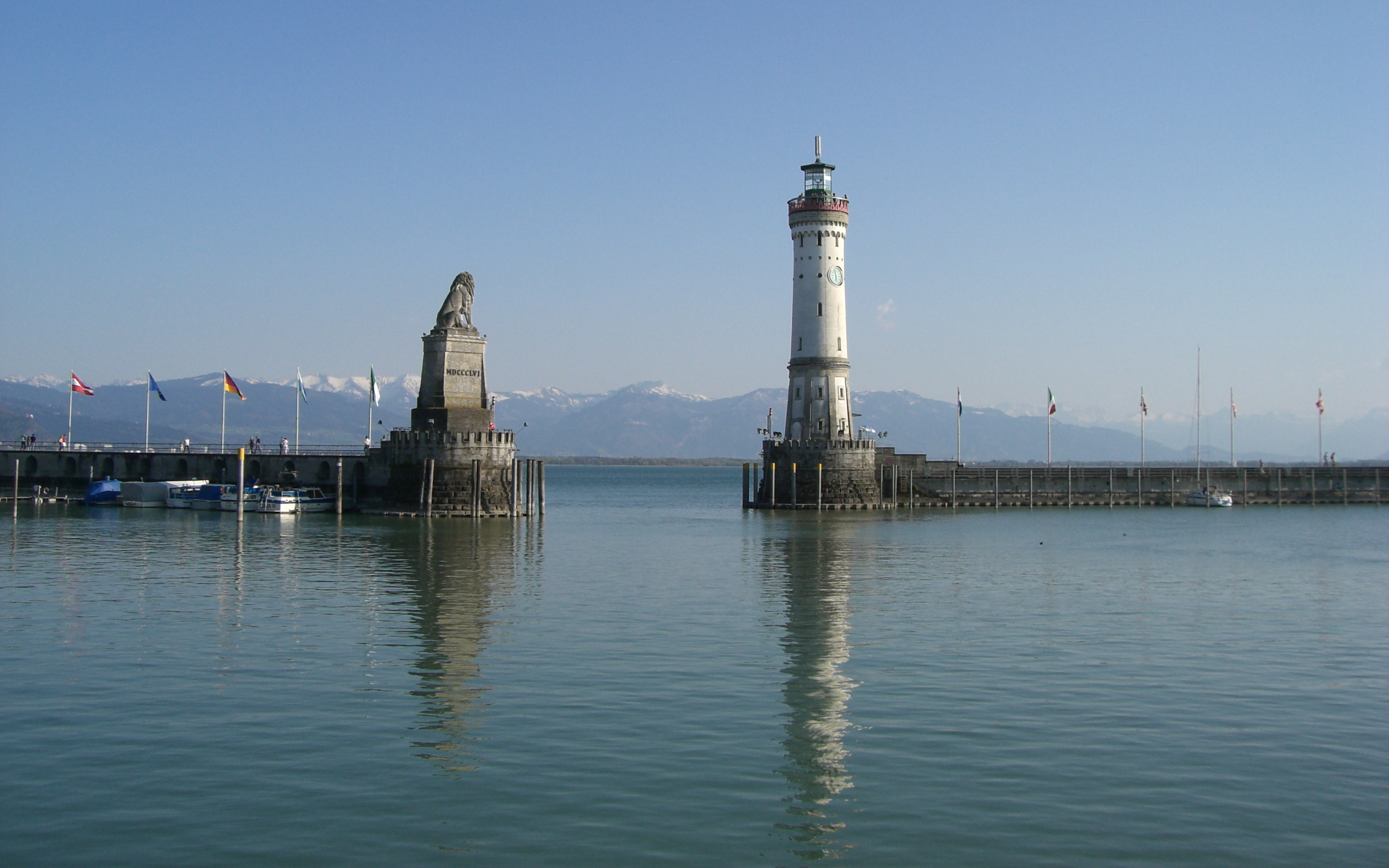
Entrada del puerto de Lindau sobre el Lago de Constanza, con el león de Baviera y el Nuevo Faro.

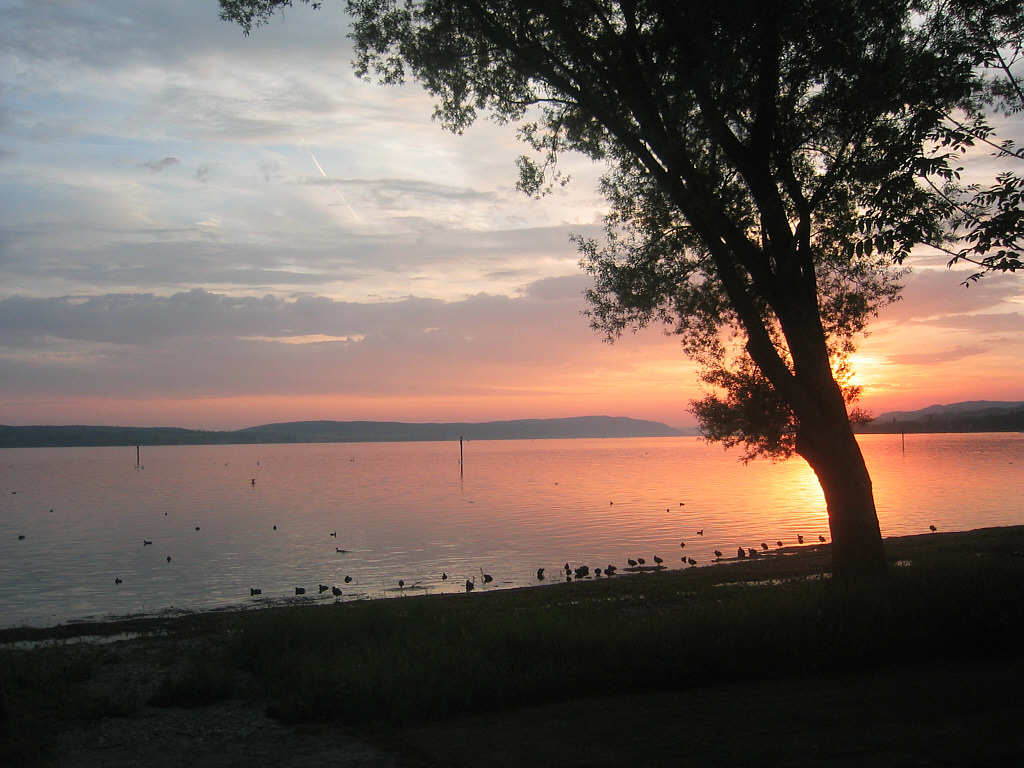
Puesta de sol en el Lago de Constanza.

| Desde la entrada del Rin, orilla este o derecha: - En el Lago Alto (Obersee) y Überlinger See - Lindau, Baviera - Wasserburg, Baviera - Kressbronn, Baden-Wurtemberg - Langenargen, Baden-Wurtemberg - Eriskirch, Baden-Wurtemberg - Friedrichshafen, Baden-Wurtemberg - Immenstaad, Baden-Wurtemberg - Hagnau, Baden-Wurtemberg - Meersburg, Baden-Wurtemberg - Daisendorf (en el Überlinger See) - Unteruhldingen (Überlinger See) - Überlingen (Überlinger See) - Sipplingen (Überlinger See) - Bodman-Ludwigshafen (Überlinger See) - Wallhausen, Constanza (Alemania), (Überlinger See) - Dingelsdorf, Constanza (Alemania), (Überlinger See) - Litzelstetten, Constanza (Alemania), (Überlinger See) - Konstanz (Constanza (Alemania)) - En el Lago Bajo (Untersee) - Allensbach (Gnadensee) - Radolfzell am Bodensee (Zellersee) - Gaienhofen (Untersee) Austria (todos en Vorarlberg) - Hard - Bregenz - Lochau | Suiza Desde la entrada del Rin, orilla sudeste o izquierda: - En el Lago Alto (Obersee) - Altenrhein, San Galo - Rorschach, San Galo - Horn, Turgovia - Steinach, San Galo - Arbon, Turgovia (como todos los que siguen) - Frasnacht - Egnach - Romanshorn - Uttwil - Kesswil - Güttingen - Altnau - Landschlacht - Münsterlingen - Bottighofen - Kreuzlingen (y Konstanz (Constanza), Alemania) - En el Rin - Gottlieben - En el Lago Bajo (Untersee) - Ermatingen - Mannenbach - Berlingen - Steckborn - Mammern - Eschenz |

## Fauna

### Aves
Con sus reservas naturales, como el Wollmatinger Ried o la península de Mettnau, el lago de Constanza también alberga muchas especies de aves. Hasta ahora se han registrado 412 especies. De 1980 a 2012, las aves en el lago de Constanza disminuyeron en torno a un 25 %, pasando de 465 000 a 345 000 parejas reproductoras. Las aves que anidan en el suelo se vieron especialmente afectadas por el declive.

### Peces
En el lago de Constanza viven unas 36 especies de peces. El rendimiento anual de la pesquería es de 1,5 millones de kg. Una característica especial del lago es la presencia del pez blanco (Coregonus spec.) y del salvelino (Salvelinus alpinus).

## Ocio y turismo
La industria del turismo es un importante factor económico para la región: el volumen de negocio anual asciende a unos 1.800 millones de euros, y los visitantes que pernoctan y los que pasan el día contribuyen cada uno a la mitad del volumen de negocio del turismo. Una infraestructura turística distintiva y una red de atracciones y destinos para excursiones resultan fundamentales.
Los factores decisivos son una infraestructura turística bien desarrollada y una red de atracciones y destinos para excursiones. Destacan las ciudades de Constanza, Überlingen, Meersburg, Friedrichshafen y Lindau, pero también las cataratas del Rin cerca de Schaffhausen, la isla de Mainau, la iglesia de peregrinación de Birnau, castillos y palacios como el castillo de Salem o el de Meersburg, todo el paisaje museístico, como el Museo Zeppelin, el Museo Dornier, el Seemuseum (Kreuzlingen), el Museo Judío de Hohenems, y los lugares declarados Patrimonio de la Humanidad por la UNESCO de la isla de Reichenau y los montículos prehistóricos de Unteruhldingen.
En el este, donde las estribaciones de los Alpes se acercan mucho al Obersee, hay varios teleféricos cuyas estaciones del valle están bastante cerca de la orilla. En la subida, se puede ver el lago. El teleférico más conocido del lago de Constanza es el Pfänderbahn, que tiene su estación del valle en Bregenz.
Desde 2001, los zepelines de nueva tecnología vuelven a sobrevolar el lago en viajes regulares de ida y vuelta desde el aeropuerto de Friedrichshafen.
En colaboración con los proveedores de servicios turísticos, las organizaciones turísticas y las instituciones públicas de Alemania, Austria, Suiza y Liechtenstein, la Internationale Bodensee Tourismus GmbH (IBT GmbH) se encarga del marketing turístico de la región del lago de Constanza.